# Dragan Popović
Dragan „Don” Popovic (serbski: Фудбалски клуб Црвена звезда, ur. 1 stycznia 1941 w Beranach) – jugosłowiański piłkarz grający na pozycji pomocnika, trener.

## Kariera piłkarska
Don Popovic przygodę z profesjonalną piłką nożną w 1958 roku w wieku 17 lat. W latach 1963–1965 reprezentował barwy Crvenej zvezdy Belgrad, w barwach której rozegrał zaledwie 4 mecze i strzelił 1 gola w lidze jugosłowiańskiej, co nie przeszkodziło mu jednak w zdobyciu krajowego dubletu: mistrzostwa i pucharu Jugosławii w sezonie 1963/1964. W latach 1965–1966 reprezentował barwy Hajduka Split (15 meczów, 1 gol w lidze jugosłowiańskiej). Łącznie w lidze jugosłowiańskiej rozegrał 19 meczów i strzelił 2 bramki.
Następnie w 1967 roku wyjechał do Stanów Zjednoczonych grać w klubie ligi NPSL – St. Louis Stars (17 meczów, 1 gol). W 1968 roku ligi NPSL i USA utworzyły razem ligę NASL. W tym samym roku Popovic przeniósł się do Kansas City Spurs, z którym zdobył w sezonie 1969 zdobył mistrzostwo NASL (46 meczów). Potem wrócił do St. Louis Stars (23 mecze, 1 gol), gdzie po sezonie 1971, w którym został wybrany do Drużyny Gwiazd NASL, zakończył występy w lidze NASL, w której łącznie rozegrał 69 meczów i strzelił 1 bramkę. Następnie przeniósł się do klubu CNSL – Toronto White Eagles, w którym w 1973 roku w wieku 32 lat zakończył piłkarską karierę.

## Kariera reprezentacyjna
Don Popovic w 1973 roku wystąpił w reprezentacji Kanady w towarzyskim meczu z Arsenalem Londyn.

## Kariera trenerska
Don Popovic jeszcze podczas gry w St. Louis Stars pomagał trenerom klubu. W 1974 roku został trenerem Toronto White Eagles, z którym w sezonie 1975 zdobył mistrzostwo ligi CNSL oraz został ogłoszonym Trenerem Roku CNSL. W latach 1976–1978 trenował klub ligi NASL – Rochester Lancers. W latach 1978–1983 trenował klub ligi MISL – New York Arrows, z którym czterokrotnie z rzędu zdobywał mistrzostwo tej ligi (1979, 1980, 1981, 1982).
Następnie w lutym 1983 roku został trenerem Golden Bay Earthquakes, którym był do 1984 roku. W sezonie 1983 został ogłoszonym Trenerem Roku NASL. Trenował także halową drużynę tego klubu. Dnia 16 grudnia 1984 roku został trenerem Las Vegas Americans, którego do 1985 roku prowadził wraz z grającym trenerem klubu – Alanem Meyerem. Następnie został trenerem Pittsburgh Spirit, który został rozwiązany po sezonie 1986 i Popovic zobowiązał się do trenowania zespołu w Portugalii.
W grudniu 1985 roku Popovica chciał zatrudnić New York Express, którego ostatecznie w 1987 roku poprowadził jeden mecz tego klubu, jednak klub nigdy nie podpisał z nim kontraktu. W latach 1989–1992 trenował St. Louis Storm.
W latach 1993–2010 był trenerem i dyrektorem sportowym młodzieżowego klubu – Lous Fusz Soccer Club, który trenował drużyny ligi St. Louis Youth Soccer Association (SLYSA) i Midwest Regional League (MRL), z którym siedmiokrotnie zdobywał Missouri State Cup w różnych kategoriach wiekowych.

## Sukcesy

### Jako piłkarz
FK Crvena zvezda Belgrad
- Mistrzostwo Jugosławii (1): 1964
- Puchar Jugosławii (1): 1964

Kansas City Spurs
- Mistrzostwo NASL: 1969

Toronto White Eagles
- Wicemistrzostwo CNSL (2): 1972, 1973

Indywidualne
- Drużyna Gwiazd NASL: 1971

### Jako trener
Toronto White Eagles
- Mistrzostwo CNSL (1): 1975

New York Arrows
- Mistrzostwo MISL (4): 1979, 1980, 1981, 1982

Lous Fusz Soccer Club
- Missouri State Cup U-13 (2): 2000, 2007
- Missouri State Cup U-14 (2): 2001, 2008
- Missouri State Cup U-15 (2): 2003, 2006[1]
- Missouri State Cup U-16 (1): 2010

Indywidualne
- Trener Roku MISL: 1981[2]
- Trener Roku NASL: 1983[3]

### Inne wyróżnienia
- St. Louis Soccer Hall of Fame: 2004[4]
- Indoor Soccer Hall of Fame: 2012[5]